# Cessna 421

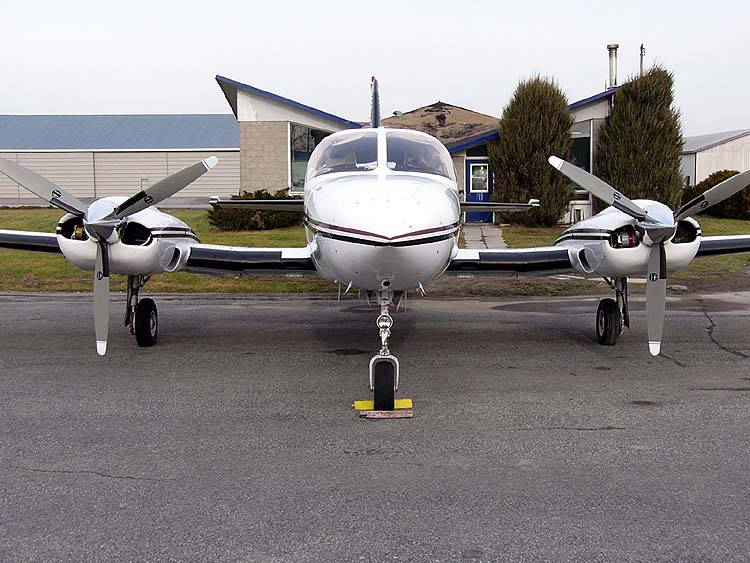
Cessna 421B Golden Eagle

Cessna 421 — лёгкий двухмоторный самолёт.
Разработан компанией Cessna. Представлял собой развитие версии Cessna 411. Опытный экземпляр совершил первый полёт 14 октября 1965 года. С 1970 года начался серийный выпуск.
Моноплан с восьмиместной кабиной.

## Летно-технические характеристики
- Мощность: 2×375 л.с.
- Вес (пустой): 1921 кг
- Вес (максимальный взлетный): 3644 кг
- Максимальная скорость: 430 км/ч
- Крейсерская скорость]]: 400 км/ч
- Топливо: 482 кг (100LL)
- Дальность полёта макс.: 1500 км
- Скороподъёмность: 8.6 м/с
- Потолок: 8000 м